# Yousry Nasrallah
Yousry Nasrallah in arabo  يسرى نصر الله (Il Cairo, 26 luglio 1952) è un regista e sceneggiatore egiziano.

## Biografia
Nasce nel 1952 al Cairo da una famiglia cristiana copta. Si laurea in economia e scienze politiche all'Università del Cairo. Lavora come critico cinematografico dal 1978 al 1982. Dal 1985 diventa sceneggiatore e viene assunto come assistente da Youssef Chahine, la cui casa di produzione Misr International produrrà i suoi film.
Durante la rivoluzione egiziana del 2011 ha filmato con una videocamera Sony DSC-TX7 AVCHD le manifestazioni in Piazza Tahir e ha partecipato ai comitati rivoluzionari locali. Dopo la rivoluzione ha lavorato come docente al Centro Nazionale di Cinematografia egiziano.
Le tematiche principali di Nasrallah sono il fondamentalismo islamico e l'emigrazione.

## Filmografia
- Sarikat Sayfeya (1985)
- Marcides (1993)
- Sobyan wa banat - documentario (1995)
- El medina (1999)
- Bab el shams (2003)
- Genenet al asmak (2008)
- Ehky ya Scheherazade (2009)
- Tamantashar yom (2011)
- Baad el mawkeaa (2012)
- Al Ma' wal Khodra wal Wajh al Hassan (2016)